# 馬尾造船
馬尾造船（簡体字：马尾造船股份有限公司）は造船事業を行う福建省船舶工業集団公司のグループ企業。中華人民共和国福建省福州市馬尾区にある。

## 概要
1886年（同治5年）で福州船政局の造船所として創設され、清国海軍の軍艦を多数建造した。日華事変で日本軍の爆撃により破壊されるが、後に再建され馬尾造船となる。

## 歴史
- 1886年（同治5年 福州船政局の造船所として創設。
- 1884年（光緒11年）8月 清仏戦争の馬江海戦で破壊されるも、1ヶ月ほどで復旧。
- 1918年2月 航空機製造部門を設立。
- 1919年8月 初の中国製航空機を製作。
- 1926年 海軍馬尾造船廠と改称。
- 1931年 航空機製造部門が上海へ移転。
- 1937年 日華事変が勃発し、数度にわたって爆撃を受け壊滅。
- 1954年 工廠を再建。
- 1982年 福建船舶工業公司のグループ企業になる。
- 1997年 福建船舶工業公司を福建省船舶工業集団公司に改組。
- 2001年12月 株式会社化。